# Áspide

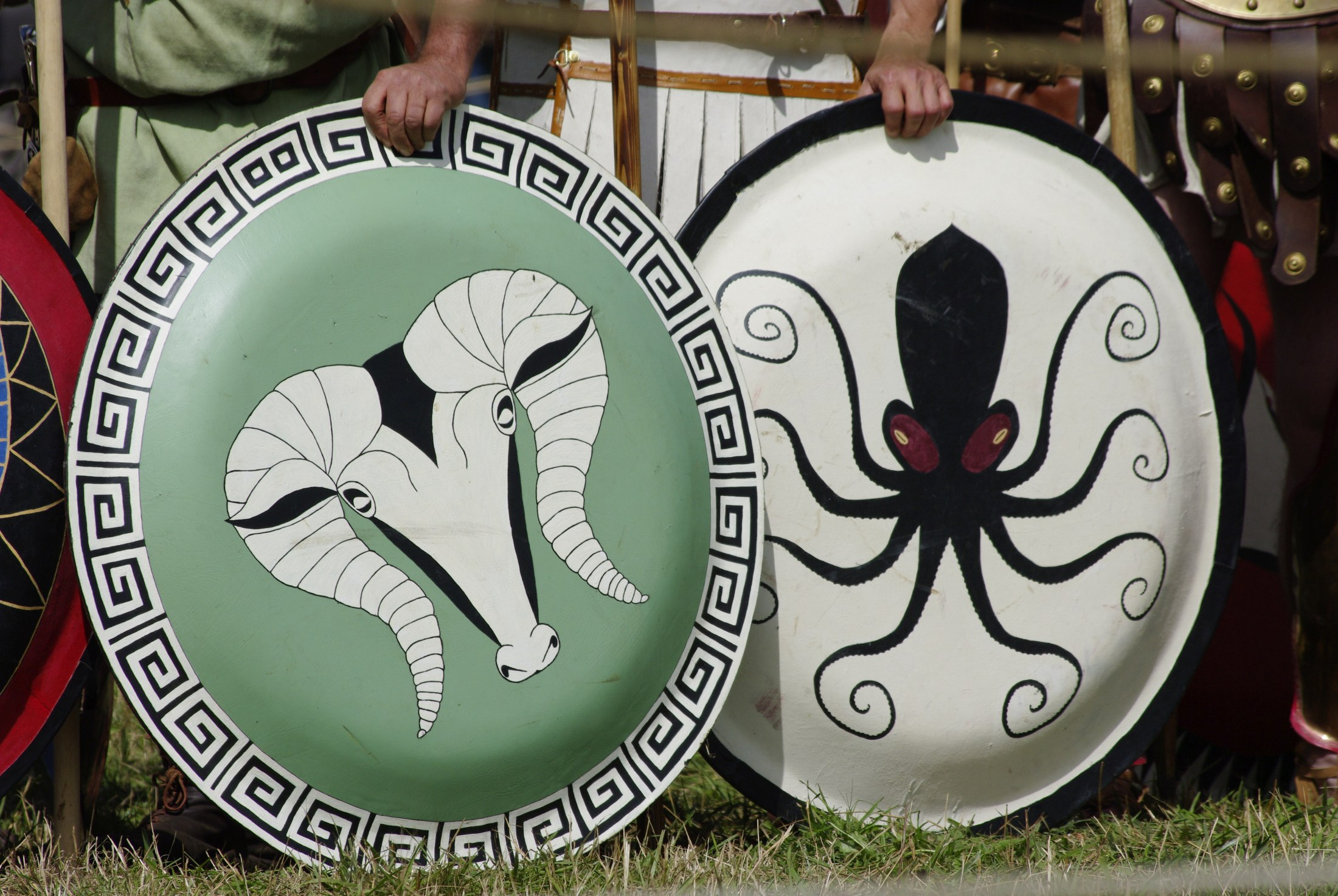
áspides decorados, 2011

Áspide (em grego clássico: ἀσπίς; romaniz.: aspís; lit. "escudo"; pl. aspides; em latim: aspis) era um termo genérico grego para escudo comumente associada ao clípeo (em latim: clipeus) romano. O áspide utilizado pela infantaria grega, os hoplitas, por vários períodos, era chamado hóplon (em grego clássico: ὅπλον), mas nem todo áspide era um hóplon. Sua origem é incerta e as fontes clássicas divergem quanto ao tema, com algumas alegando tratar-se duma invenção autóctone, ao atribuírem o primeiro uso a Proteu e Acrísio de Argos, enquanto outras alegam tratar-se duma emulação egípcia.
Os áspides eram circulares com a parte interna convexa, tinham por volta de 90 centímetros de diâmetro, aproximadamente 13 kg de massa e eram feitos de madeira com um revestimento fino de bronze. Comumente carregados presos em dois pontos, no antebraço do usuário por uma faixa de bronze e na mão por uma corda, diferente de outras formas de escudo seguradas no centro somente com a mão. Eram eficientes na proteção contra golpes de lanças e espadas mas não contra flechas e lanças de arremesso. Os áspides eram comumente decorados.

## História

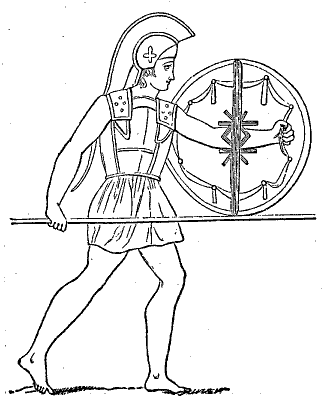
Oxano cário

Segundo Pausânias, o áspide foi utilizado pela primeira vez por Proteu e Acrísio de Argos, motivo pelo qual foi chamado áspide argólico (clipeus Argolicus) na Eneida de Virgílio. Segundo Heródoto e Platão, contudo, os gregos teriam incorporado este escudo, bem como o elmo, dos egípcios. O escudo utilizado pelos heróis homéricos era grande o suficiente para cobrir o corpo todo. Era feito de vimeiros torcidos juntos, chamados ítea (ἰτέα), ou de madeira e então coberto com couros de boi de várias dobras profundas, e finalmente delimitado a volta com metal.. Seu aro externo denominava-se antix (ἄντυξ), ito (ἴτυς), peritereia (περιφέρεια) ou cúclo (κύκλος), e no centro havia a bossa, chamada onfalo (ὀμφάλος) ou mesonfálio (μεσομφάλιον) em grego. Por vezes um espinho, ou algum tipo de excrescência proeminente, era colocado sobre a bossa e chamava-se eponfálio (ἐπομφάλιον).
No período homérico, os gregos trajavam um cinturão, chamado bálteo, para apoiar o escudo, porém esse costume foi logo descontinuado devido a inconveniência trazida por ele. Em seu lugar foi adotada uma faixa de metal, ou couro, chamada cano (κανών), inventada pelos cários que sitiava-se através do lado interno do escudo, de borda a borda, como o diâmetro de um círculo, a qual acrescentava-se várias pequenas barras de ferro cruzando-se sob a forma da letra X, que se junto ao braço abaixo da curva interna da articulação do cotovelo, e serviu para firmar o orbe. Esse aparato denominava-se oxano (ὄξανον) ou oxana (ὄξανη). Em torno da borda interna havia uma tira de couro chamada pórpax (πόρπαξ), fixada por pregos a certa distância, para assim formar uma sucessão de ciclos em volta, que o soldado agarrou com sua mão.